# Pithecellobium longipendulum
Pithecellobium longipendulum là một loài thực vật có hoa trong họ Đậu. Loài này được Forero & A.H.Gentry miêu tả khoa học đầu tiên.